# نیروگاه برق آبی استورفین‌فورسن
نیروگاه برق آبی استورفین‌فورسن (به سوئدی: Storfinnforsens kraftverk) یک نیروگاه جریانی روزمینی و سد در سوئد است که در Västernorrland County, Sweden واقع شده‌است.